# 다나베역
다나베역, 타나베역(일본어: 田辺駅, たなべえき)은 일본 오사카부 오사카시 히가시스미요시구에 있는 오사카 시영 지하철의 철도역이다.

## 개요 및 역 구조
섬식 1면 2선의 승강장이 있는 지하역이다. 개찰・중앙 광장은 지상 역사에 있고, 승강장은 지하에 있다.

### 승강장
| 1 | ■ 다니마치 선 | 히라노 · 야오미나미 방면                         |
| 2 | ■ 다니마치 선 | 덴노지 · 덴마바시 · 히가시우메다 · 다이니치 방면 |

## 역사
- 1980년 11월 27일: 다니마치 선 덴노지 ~ 야오미나미 간 영업 개시.

## 인접역
| ■ 오사카 메트로 다니마치선   | ■ 오사카 메트로 다니마치선  | ■ 오사카 메트로 다니마치선         |
| ---------------------------- | --------------------------- | ---------------------------------- |
| T29 후미노사토 다이니치 방면 | ■ 오사카 지하철 다니마치 선 | 고마가와나카노 T31 야오미나미 방면 |